# Migrantenstemrecht

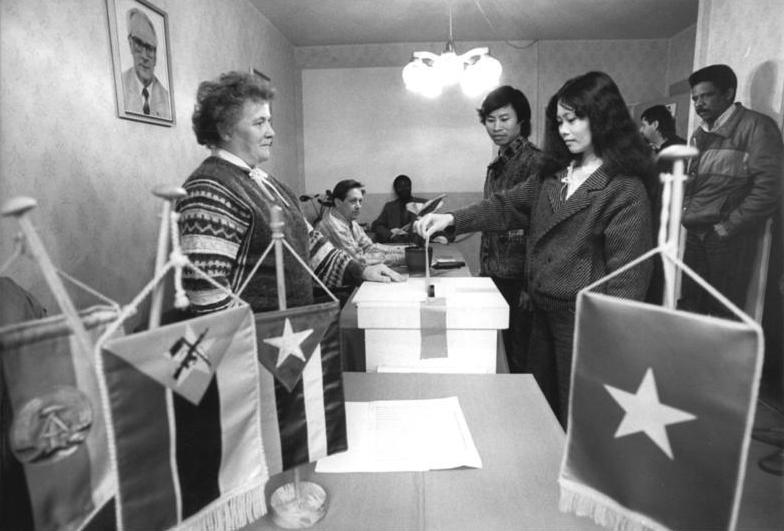
Gemeenteraadsverkiezingen in de DDR in 1989: gastarbeiders uit Vietnam, Cuba en Mozambique maken gebruik van hun stemrecht.

Migrantenstemrecht of vreemdelingenstemrecht is stemrecht voor mensen die niet de nationaliteit of het staatsburgerschap bezitten van het land waar ze verblijven (buitenlanders). Het gaat dan in de eerste plaats om actief kiesrecht (het recht om een stem uit te brengen), maar kan ook passief kiesrecht betreffen (het recht om zich kandidaat te stellen bij verkiezingen). Deze rechten zijn politieke rechten die vaak in beginsel voorbehouden zijn voor de burgers van een staat.
De wetgeving hierover verschilt van land tot land. Vaak wordt dit stemrecht gegeven voor het gemeentelijk niveau, waar men het dichtst bij betrokken is. Nieuw-Zeeland en Uruguay hebben het meest brede stemrecht voor buitenlanders: hier mogen alle bewoners ongeacht hun nationaliteit stemmen bij alle verkiezingen.

## Supranationele overeenkomsten
De Raad van Europa heeft in 1992 het Verdrag inzake de deelneming van buitenlanders aan het openbare leven op plaatselijk niveau opgesteld, dat buitenlanders stemrecht geeft voor gemeenteraadsverkiezingen wanneer zij vijf jaar in het land wonen. Het ging van kracht in 1997; negen landen (waaronder Nederland) hebben het verdrag geratificeerd.
Binnen de Europese Unie wordt een onderscheid gemaakt tussen EU-burgers en niet-EU-burgers. EU-burgers hebben volgens het Verdrag van Maastricht van 1992, omgezet in de Europese richtlijn nr. 94/80/EG van 19 december 1994, sinds 1 juli 1996 in de gehele Unie actief en passief stemrecht voor verkiezingen op gemeentelijk niveau.
Ook in het Britse Gemenebest van Naties laten een aantal landen stemrecht toe aan burgers van andere landen van het Gemenebest.

## Migrantenstemrecht inBelgië
De invoering van stemrecht voor buitenlanders bij de Belgische gemeenteraadsverkiezingen heeft een lange weg afgelegd.

### 1979-1999: grondwetsherziening en EU-burgers
De regering-Martens I had in het regeerakkoord (april 1979) gesteld: ‘De politieke integratie van de inwijkelingen zal bevorderd worden door hun onder bepaalde voorwaarden stemrecht toe te kennen voor de gemeenteraadsverkiezingen’. De regering viel snel en het voornemen kwam in het regeerakkoord van de volgende regering-Martens II niet meer voor.
Initieel was er ook onduidelijkheid of de Belgische Grondwet diende herzien te worden. Artikel 8 bepaalde immers het volgende:
 De Grondwet en de overige wetten op de politieke rechten bepalen welke de vereisten zijn waaraan men moet voldoen, benevens de staat van Belg, om die rechten te kunnen uitoefenen.
De Belgische nationaliteit was dus een absolute voorwaarde voor de uitoefening van het actief en passief kiesrecht (politieke rechten). De Raad van State volgde in zijn advies van 22 oktober 1980 de strikte interpretatie dat dit ook voor gemeentelijk kiesrecht geldt. Bij goedkeuring van het Verdrag van Maastricht in 1992 was deze dus tegenstrijdig met de Belgische Grondwet.
De Europese richtlijn van 1994, die volgde uit het Verdrag van Maastricht, werd niet tijdig omgezet in Belgische wetgeving. Op 8 juli 1998 werd België op verzoek van de Commissie van de Europese Gemeenschappen veroordeeld door het Europees Hof van Justitie (in zaak C-323/97) omdat EU-burgers nog steeds niet beschikten over gemeentelijk stemrecht.
Voor een grondwetsherziening was een tweederdemeerderheid nodig. Na de begrafenis van Loubna Benaïssa in maart 1997 sprak premier Jean-Luc Dehaene (CVP) zich uit voor migrantenstemrecht, maar er kwam geen doorbraak. Uiteindelijk voegde de grondwetsherziening van 11 december 1998 twee bepalingen toe aan artikel 8:
- De wet kan het stemrecht regelen voor de niet-Belgische EU-burgers. Dit werd uitgevoerd bij wet van 27 januari 1999: EU-burgers in België kregen gemeentelijk stemrecht, voor het eerst van toepassing bij de gemeenteraadsverkiezingen van oktober 2000.
- De wet kan het stemrecht regelen voor niet-EU-burgers. Hier werd een specifieke overgangsbepaling aan toegevoegd dat dit niet mogelijk is vóór 1 januari 2001. Zo werd de toepassing uitgesteld tot minstens de volgende gemeenteraadsverkiezingen (2006).

### 2000-2004: ook niet-EU-migranten
In 2000 werd de snel-Belgwet ingevoerd als compromis, maar een aantal partijen bleef voorstander van het invoeren van stemrecht voor niet-EU-burgers. Met het Lambermontakkoord van 2001 werden de drie gewesten bevoegd voor lokale verkiezingen. Een overheveling van de kwestie van migrantenstemrecht naar de gewesten ging niet, omdat de grondwet pas herzien was om dit bij wet, en dus niet bij (gewestelijk) decreet, mogelijk te maken.
In maart 2002 werd een voorstel van Ecolo/Agalev en de PS om gemeentelijk stemrecht te verlenen aan niet-EU-burgers, verworpen door de Senaat. Bij de plenaire stemming zijn VLD, CD&V, N-VA en MR tegen. Ecolo, Agalev, SP.A, PS, PSC en Spirit zijn voor. VLD-kamerfractieleider Hugo Coveliers had gedreigd dat de regering zou vallen als de Senaat het migrantenstemrecht goedkeurt.
In het regeerakkoord van regering-Verhofstadt II (juli 2003) werd opgenomen dat het parlement zich over het stemrecht voor niet-EU-burgers zou uitspreken. Op 11 december 2003 keurde de Senaat een wetsvoorstel goed. VLD kon dus niet meer op MR rekenen, die eerder tegen maar nu voor stemde. VLD was verdeeld over hoe hard ze tegenstand zou bieden en zo nodig de regering zou doen vallen. Onder grote belangstelling discussieerde een extra VLD-partijcongres met recordopkomst op 7 februari 2004 over de kwestie. Het verzet tegen migrantenstemrecht werd bevestigd, maar de resolutie om de regering te doen vallen werd weggestemd. Desondanks trachtte VLD-partijvoorzitter Karel De Gucht het wetsvoorstel af te zwakken met amendementen. De kwestie leidde tot een intern dispuut bij VLD: premier Guy Verhofstadt schoof Karel De Gucht opzij als partijvoorzitter. Migrantenstemrecht werd uiteindelijk op 20 februari 2004 door de Kamer van volksvertegenwoordigers goedgekeurd met een wisselmeerderheid; regeringspartij VLD stemde tegen.
Sindsdien mogen bij wet van 19 maart 2004 vreemdelingen van buiten de Europese Unie hun stem uitbrengen voor de gemeenteraadsverkiezingen, wanneer zij dit schriftelijk aanvragen en hun hoofdverblijfplaats gedurende de vijf voorafgaande jaren ononderbroken in België was gevestigd. Ze moeten een verklaring ondertekenen waarin men zich ertoe verbindt de grondwet, de wetten van het Belgische volk en het Verdrag tot bescherming van de rechten van de mens en de fundamentele vrijheden na te leven. Zodra geregistreerd, is de kiezer onderworpen aan de opkomstplicht (die in Vlaanderen is afgeschaft bij lokale verkiezingen sinds 2023).
Een eventuele uitbreiding naar stemrecht bij regionale verkiezingen werd in 2016 geopperd maar kent weinig steun bij de meeste politieke partijen.

### Statistieken
Van deze mogelijkheid wordt slechts zeer beperkt gebruik gemaakt en dan voornamelijk door EU-burgers. Bij de verkiezingen van 2006 schreven 20,94% EU-vreemdelingen zich in en 15,71% niet EU-vreemdelingen. In 2012 was de participatie gedaald tot respectievelijk 18,89% (EU) en 14,02% (niet-EU). In de 19 gemeenten van het Brussels Hoofdstedelijk Gewest schreven zich voor deze laatste verkiezingen slechts 34.172 (14%) van de potentieel 244.511 kiezers zich in, 26.150 EU-burgers en 8.022 niet EU-burgers.

## Migrantenstemrecht inLuxemburg
In Luxemburg, waar buitenlanders zowat de helft van de bevolking vormen (vooral Portugezen), hebben migranten stemrecht bij gemeenteraadsverkiezingen en Europese verkiezingen, maar niet voor de Kamer. Op 7 juni 2015 werd een referendum gehouden met onder meer de vraag om het stemrecht voor het parlement te geven aan buitenlanders die meer dan 10 jaar in het land wonen. Het voorstel werd met een ruime meerderheid verworpen (78% tegen, 22% voor).

## Migrantenstemrecht inNederland
Migrantenstemrecht in Nederland werd in 1986 ingevoerd: niet-EU-burgers die langer dan 5 jaar legaal in het land verblijven hebben stemrecht bij gemeenteraadsverkiezingen.